# ويندي كينغ
ويندي كينغ (بالإنجليزية: Wendy King)‏ هي لاعبة بولينغ بريطانية، ولدت في 2 نوفمبر 1962.